# 高岡城
高岡城（たかおかじょう）は、富山県高岡市古城（旧越中国射水郡関野）にあった日本の城（平城）。日本100名城のひとつである。現在、城跡は高岡古城公園（たかおかこじょうこうえん）として整備され、市民の憩いの場となっており、国の史跡に指定されている。桜の名所としても有名で日本さくら名所100選に選定されている。とやま城郭カードNo.28。

## 歴史
1605年（慶長10年）6月28日、富山城に隠居した初代加賀藩主・前田利長は4年後の1609年（慶長14年）3月18日、富山城下の町人地から出火した火災の類焼により城内の建築物の大半を焼失したため、同年3月22日に魚津城に移り、大御所徳川家康と将軍徳川秀忠に火災の報告と、関野に築城の許可を貰う。
利長は築城の方針に伴うため、資材調達を小塚秀正ら、現地奉行を神尾之直らに命じ、魚津城から築城の指揮を取り、同時に城下町の造成も始めた。縄張（設計）は当時の前田家の客将だった高山右近とされている。同年9月13日、利長は「関野」を「高岡」と改め、未完成の高岡城に入城した。殿閣は先代利家が豊臣秀吉から賜った豊臣秀次失脚に伴い破却された伏見城秀次邸の良材を使って建てられたとも伝えられる。しかし、1614年（慶長19年）5月20日に利長は死去（享年53）し、隠居城として使われたのはごく短期間であった。その翌年の1615年（元和元年）には一国一城令により、大坂夏の陣からの利常凱旋を待って高岡城は廃城となった（その代わり加賀国に小松城を築くことがゆるされた）。ただし、廃城時期については1638年（寛永15年）とする異説もある。
しかしながら、廃城後も高岡町奉行所の管理下で、加賀藩の米蔵・塩蔵・火薬蔵・番所などが置かれ、軍事拠点としての機能は密かに維持された。これは加賀藩の越中における東の拠点であった魚津城も同様であった。街道の付け替えの際には、濠塁がそのまま残る城址を街道から見透かされるのを避けるため町屋（定塚町）を移転して目隠しにしたといわれる。また、廃城後に利長の菩提を弔うために建立された瑞龍寺や周囲に堀を備える利長の墓所自体も高岡城の南方の防御拠点としての機能を併せ持つものとして配置されたと考えられている。なお、江戸時代の古図の中には城址を「古御城」の名称で記しているものがある。
城内におかれた米蔵等は1821年（文政4年）の高岡大火の際にほぼ全焼したが、その後再建され明治に射水郡議事堂が建設されるまであったという。
2006年（平成18年）4月6日、高岡城は日本城郭協会により「日本100名城」に富山県内から唯一選ばれた。また、2015年4月24日、「加賀前田家ゆかりの町民文化が花咲くまち高岡－人、技、心－」の構成文化財として日本遺産にも認定される。

## 構造
郭は、本丸、二の丸、三の丸、明丸、鍛冶丸の五つからなるが、現在では「御城外」とされている小竹藪や梅林（当時の郭名は不明）も、これに加えるものと考えられている（本丸以外を馬出とする見方もある）。水濠は本丸西側のみが一重で他面は二重であるが、これは現在は市街地化しているものの、かつては本丸の北から北西にかけてが沼沢地であり、それを背面の護りとして本丸を他の郭でコの字型に囲む形の縄張りであったためである。基本的なプランは利長の先の居城であった富山城との類似性に加えてそれらの発展型とみることができる。今なお築城当時の濠塁をほぼそのまま残しており、総面積の約21万m2（71,261坪）の内、約3割（24,400坪）が延焼防止のために広めにとった人工の堀である。また、沼地以外全ての廓が現存している。
本城の縄張りは高山右近によるものとするのが従来の通説であるが、近年、富山城とともに聚楽第型に分類し、右近が手がけた高槻城、船上城などの縄張り手法との比較から、その個所を疑問視する説も一部では提示されている（外部リンク参照）。
廃城前に櫓などが建てられていたかどうかは定かではなく、1612年（慶長17年）に写したとの記述のある現存最古の高岡城図には、天守予定地と目される本丸北隅には材木蔵と記されており、前田利長が高岡へ入城して3年後の時点ではいまだ天守は築かれていなかった。廃城後の建物群については、現在知られている城図の中に、その配置や寸法を記したものがあり、大きなものでは、本丸に長さ24間（約43.4メートル）の米蔵が2棟、50間（約90.9メートル）の塩蔵が1棟あったことがわかっている。金沢城に今も残る三十間長屋や、近年再建された五十間長屋と同様の蔵が高岡城にも置かれていた。建築遺構は現存せず、石垣の一部や井戸が残るのみである。

## 高岡古城公園
高岡城跡は、払い下げが決定。1872年（明治5年）に行われた入札で地所は、藤井能三、樹木は、内島六平に落札されるがその後、払い下げを取り下げる通達が出された。1873年（明治6年）には、公園条例が公布。1874年（明治7年）には、二上村にあった射水神社を本丸跡地へ遷座することが決定、同時に第17大区長服部嘉十郎らは、高岡城跡を公園に指定するよう新川県令権令へ上申した。1875年（明治8年）7月4日に古城地のうち射水神社敷地を除く67,761坪を公園に改め「高岡公園」として指定され（のち「高岡古城公園」）、同年7月14日に開設された。1878年（明治11年）12月17日には古城公園前に射水郡役所が、1881年（明治14年）12月17日には二の丸跡に高岡区裁判所（現・高岡簡易裁判所）がそれぞれ設置され、官公庁の拠点としても機能する事になった。なお、高岡区裁判所は1924年（大正13年）5月に射水郡下関村大字中川（現・高岡市中川）へ移転している。
現在、公園内には射水神社、高岡古城公園動物園、高岡市民会館、高岡市立博物館、高岡市民体育館などの施設がある。高岡市立中央図書館も二の丸跡にあったのだが、2004年（平成16年）にオープンした高岡駅前にあるウイング・ウイング高岡に移転した。
1965年（昭和40年）1月1日に県史跡、1967年（昭和42年）10月7日に県定公園に指定され、1989年（平成元年）7月25日には日本の都市公園100選に選定された。2008年（平成20年）より水濠や本丸御殿の遺構などの学術調査が行われた。2015年（平成27年）3月10日付けで「高岡城跡」として国の史跡に指定。なお前述した各種施設の中には移転が検討されているものもある。
平日や休日を問わず、散歩などに訪れる人も多く、高岡市民の憩いの場にもなっている。春はソメイヨシノを中心に、コシノヒガン、エドヒガン、ヤマザクラなど18種約1800本の桜が咲き誇り、日本さくら名所100選に選定されている。
壕がめぐらされていて、春から秋にかけて「利長号」「利常号」という遊覧船が運航される。
なお、1969年（昭和44年）11月から2023年（令和5年）7月までJR西日本から無償貸与を受けて国鉄C11形蒸気機関車が展示されたが、2023年9月までに大井川鐵道に移設される。

## 交通アクセス
- あいの風とやま鉄道線・JR氷見線・JR城端線 高岡駅より徒歩約10分。高岡駅から加越能バス「市民病院・職安前行き」で約5分「大手町」下車、徒歩約2分。
- JR氷見線越中中川駅より徒歩約5分。
- 万葉線広小路や 末広町などから徒歩約10分。

## その他
- 日本100名城スタンプ設置場所：高岡市立博物館（鍛冶丸跡）